# Ruprechtice
Ruprechtice – wieś w Czechach, w kraju kralovohradeckim, w (okresie) powiecie Nachod.
Leży w północnej części Broumovskej kotliny, u podnóża Gór Suchych (czes. Javoří hory), w Sudetach Środkowych.
Typowa czeska, duża górska wioska letniskowa typu łańcuchowego położona wzdłuż Ruprechtickiego potoku, do jego ujścia do Ścinawki (czes. Stěnavy) na wysokości 463 m n.p.m. Na północ od wsi wznosi się masyw Ruprechtickego Špičáka (880 m n.p.m.).

## Zabytki
- kościół pw. św. Jakuba Większego z 1721 r., zbudowany w stylu barokowym, na planie ośmioboku; należy do broumovskiej grupy kościołów[1]. Obok murowana, renesansowa dzwonnica  z XVI wieku oraz plebania.
  - dzwonnica w Ruprechticach
  - kostnica w Ruprechticach
- kilka typowo rolniczych posesji typu broumowskiego; większość z tych zachowanych do obecnych czasów obiektów służy do celów wypoczynkowych.

inne
- plebania w Ruprechticach
- dwór dawnego majątku. Nad portalem kartusz z herbem Jana Nepomucena Rottera (1807-1886), opata klasztoru benedyktynów w Broumovie w latach 1844–1886[2] z monogramem   opata NR (Nepomucen Rotter) i datą 1874 a dwie kolejne litery AB[3] to skrót od  tytułu: opat w Broumowie (łac.  Abbas Braunensis)[4]. Znajduje się w północnej części wsi.

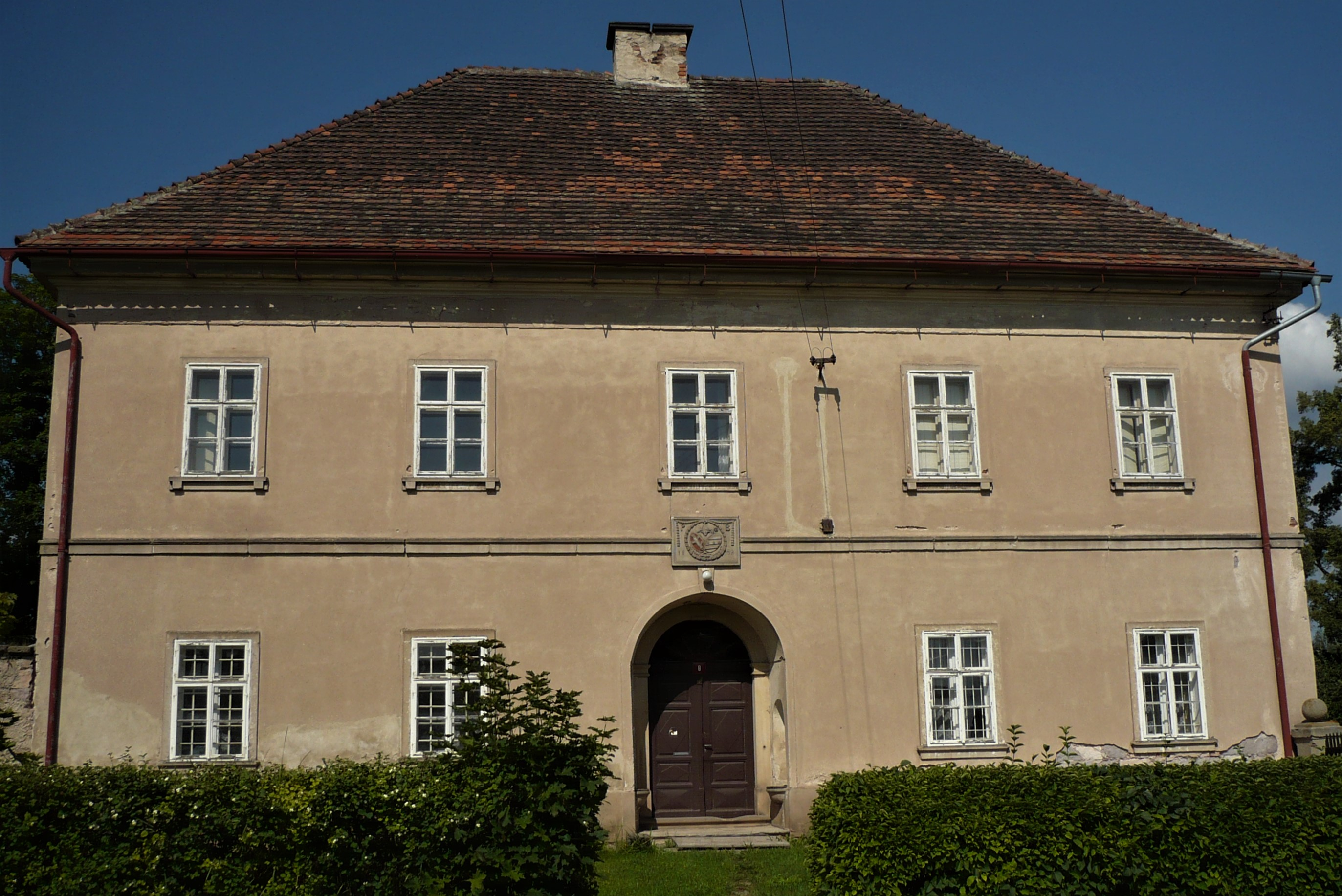
Plebania w Ruprechticach
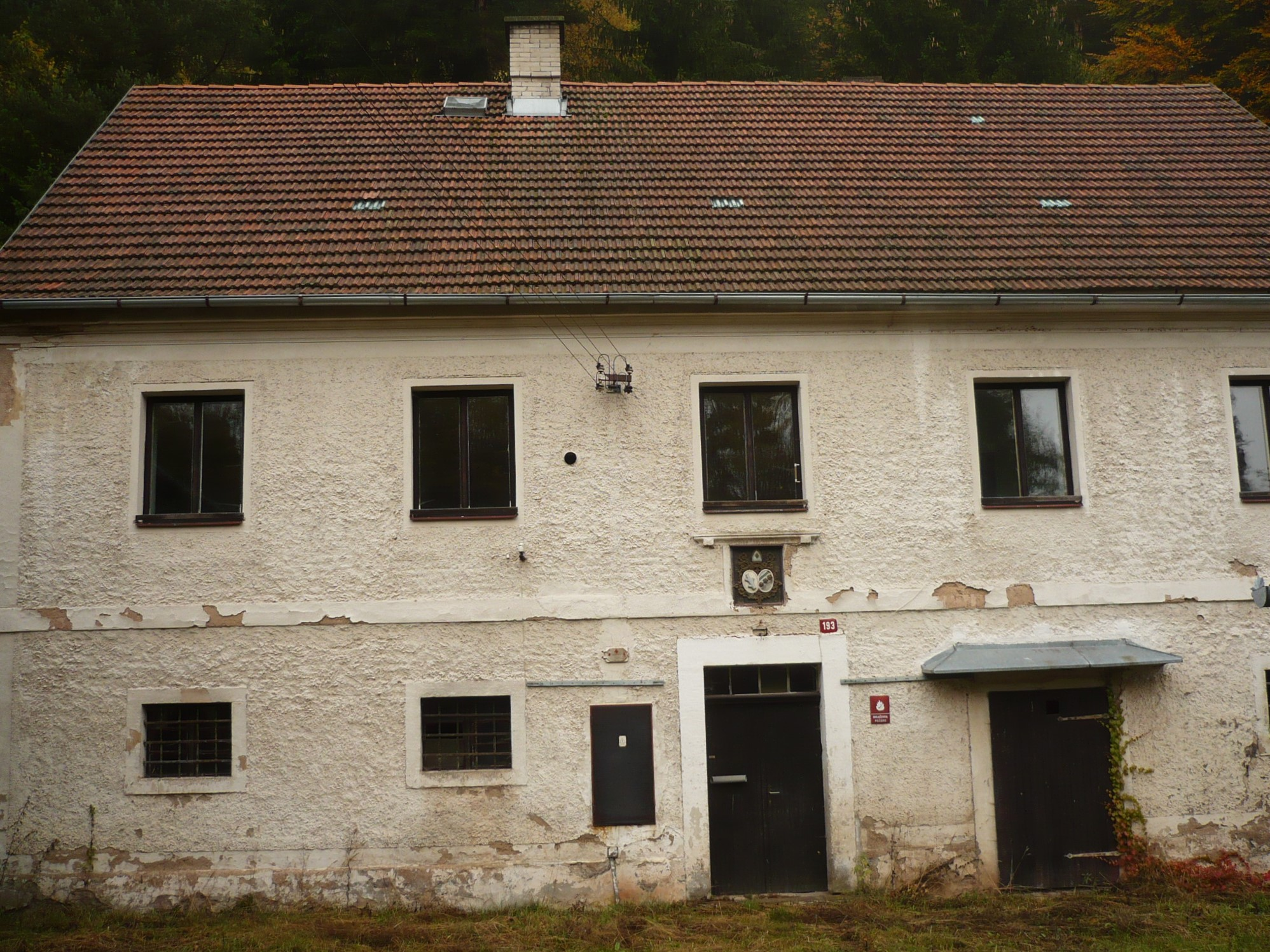
Dwór opata w Ruprechticach
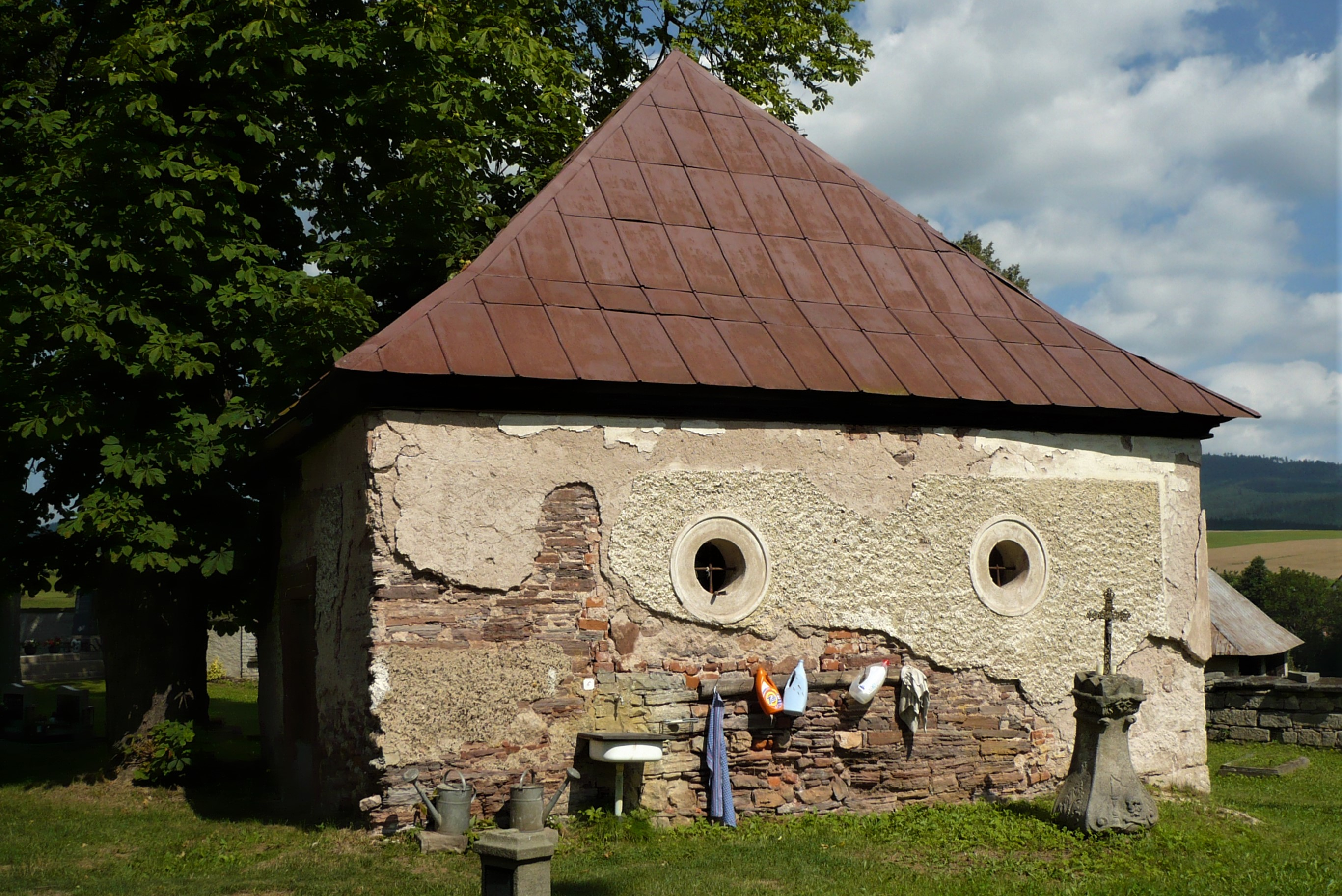
Kostnica w Ruprechticach
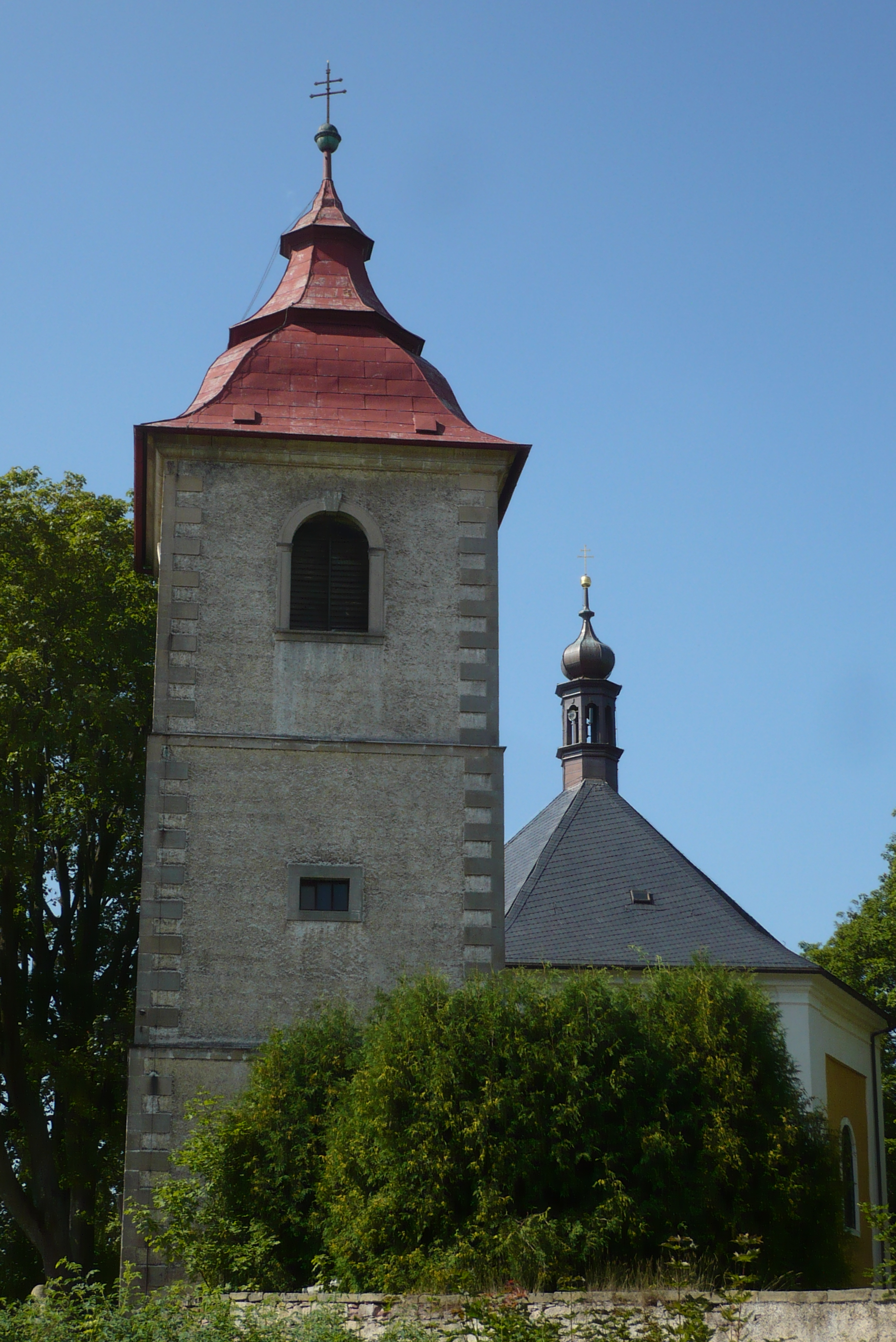
Dzwonnica w Ruprechticach
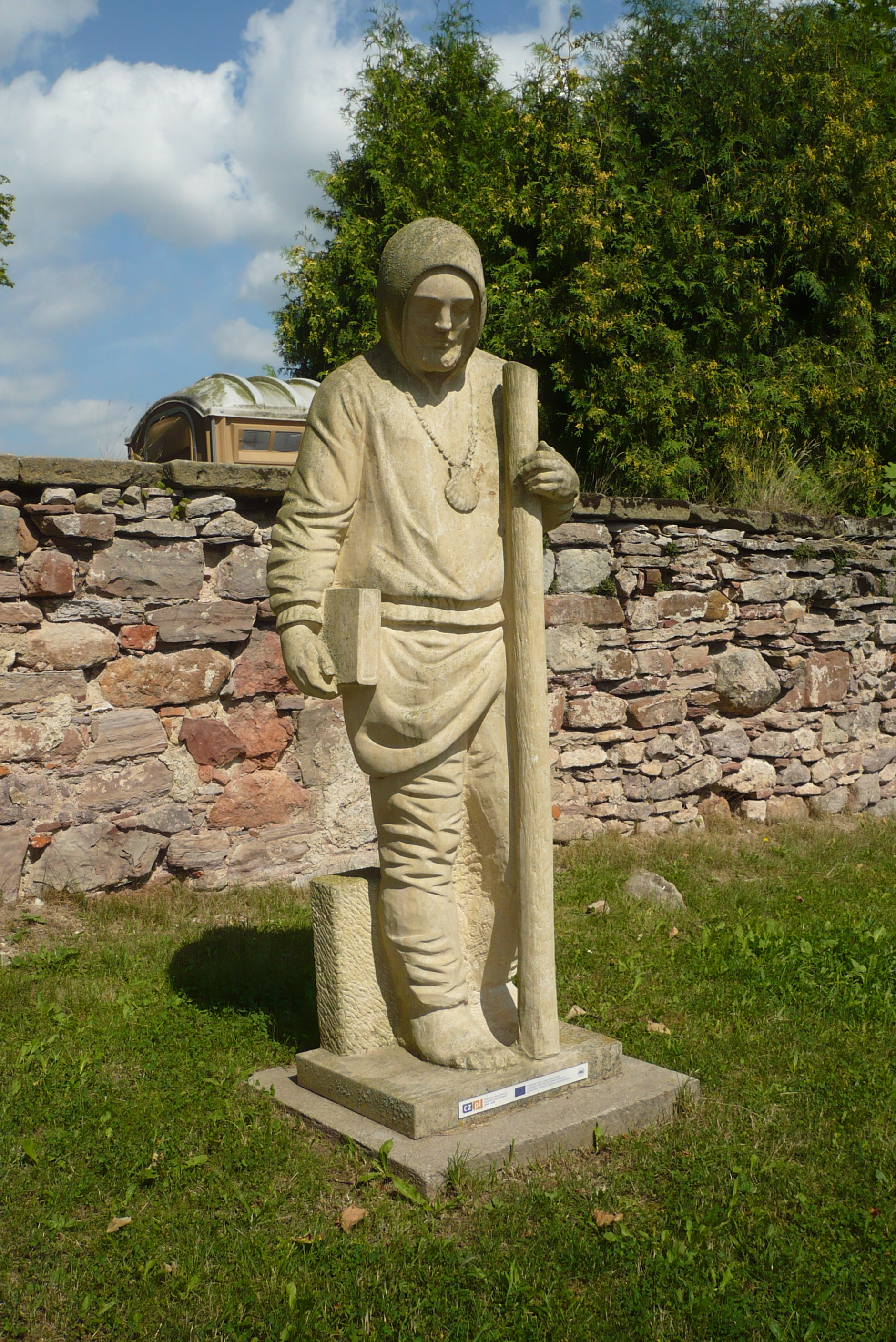
Pomnik przy dzwonnicy